# Joust (computerspel)
Joust is een arcadespel uit 1982 ontwikkeld door Williams Electronics. Het spel werd geporteerd naar diverse computersystemen.

## Spelbesturing
In het spel bestuurt de speler een vliegende struisvogel. Op de struisvogel zit een ridder met een lans. Verder zijn er in het spel nog groene buizerds die worden bereden door grijze ridders. Bedoeling is dat de speler een gevecht aangaat met de tegenstanders en hen van hun buizerd afstoot. Op dat ogenblik kan er een ei uit de buizerd vallen dewelke de speler dient op te rapen. Indien dit niet tijdig gebeurt, ontstaat uit het ei een nieuwe ruiter die even later wordt opgepikt door een buizerd en terug als vijand in het spel komt.
Verder zijn er op het speelveld nog enkele platformen waarop de speler kan landen. Onderaan het scherm is een lavapoel. In de eerste levels staat boven de lavapoel een platform over het hele scherm. In latere levels zal dit platform beduidend korter worden of zelfs helemaal verdwijnen.
De speler kan de struisvogel van link naar rechts laten vliegen of omgekeerd. Met de druktoetsen kan hij de vogel hoger of lager laten vliegen of laten zweven. Wanneer een vogel uit het beeld vliegt (bijvoorbeeld langs de rechterkant), verschijnt deze automatisch op dezelfde hoogte aan de linkerkant opnieuw.
Er is geen tijdslimiet waarin een level uitgespeeld dient te worden. Duurt de ronde echter te lang, zal een pterosauriër verschijnen die jacht maakt op de speler.
Het spel kan gelijktijdig met een tweede speler worden gespeeld. Deze speler stuurt een ooievaar aan waarop een blauwe ridder zit. In deze mode kunnen beide spelers apart spelen om zoveel mogelijk punten te verzamelen of kunnen ze samen spelen.

## Platform
| Jaar | Platform                                                  |
| ---- | --------------------------------------------------------- |
| 1982 | Arcade                                                    |
| 1983 | Apple II , Atari 2600, Atari 5200, Atari 8-bit, PC Booter |
| 1986 | Atari ST                                                  |
| 1987 | Atari 7800, NES                                           |
| 1992 | Lynx                                                      |
| 1994 | Macintosh                                                 |
| 2002 | Palm OS                                                   |
| 2005 | Xbox 360                                                  |

## Trivia
- Het spel is opgenomen in het boek 1001 Video Games You Must Play Before You Die van Tony Mott.